# Orešje Humsko
Orešje Humsko est un village de la municipalité de Hum na Sutli (comitat de Krapina-Zagorje) en Croatie. Au recensement de 2011, le village comptait 184 habitants.